# Polytrichadelphus bolivianus
Polytrichadelphus bolivianus là một loài rêu trong họ Polytrichaceae. Loài này được Herzog mô tả khoa học đầu tiên năm 1916.